# Scorpaenodes xyris
Scorpaenodes xyris är en fiskart som först beskrevs av David Starr Jordan och Charles Henry Gilbert 1882.  Scorpaenodes xyris ingår i släktet Scorpaenodes och familjen Scorpaenidae. IUCN kategoriserar arten globalt som livskraftig. Inga underarter finns listade i Catalogue of Life.